# Brdo (textil)

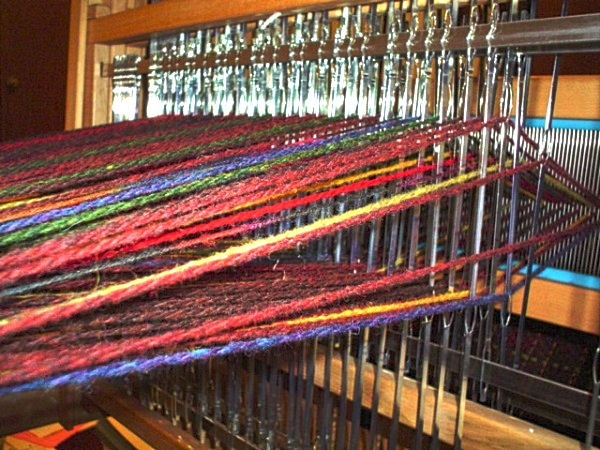
Brdo s nitěnkami na 4 listech

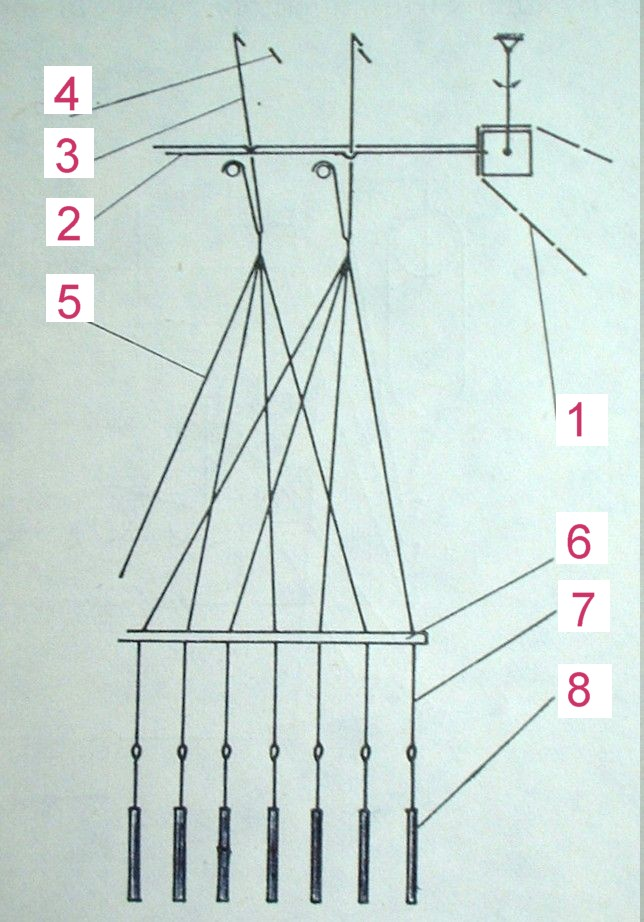
Schéma vedení nitěnek na žakárovém stroji

Brdo je v české odborné literatuře definováno jako soustava  nitěnek na tkacím stroji se základním rozdělením na listové a žakárové brdo.

## Popis
Listové brdo sestává ze 2 až maximálně 28 tkacích listů. 
Tkací list je jednoduchá, původně dřevěná konstrukce tvořená rovnoběžnými laťkami – činky, na kterých jsou uchyceny nitěnky. Jako maximální počet nitěnek se udává 19 / cm. K pohybu tkacích listů se používá vačkové zařízení (pohon do 12 listů) a  nad 12 listů mechanický nebo elektronický listový stroj.
Žakárové brdo je schematicky znázorněno na nákresu: Nitěnky (7) jsou zavěšeny na zdvižných šňůrách (5) ovládaných mechanicky nebo elektronicky žakárovým strojem (1). Nitěnky jsou vedeny otvory řadnic (6) uspořádaných v několika stech řádcích ve směru osnovy a několika řádcích po útku.

## Posun významu pojmu brdo
Prapůvodním významem slovního kořene, *brd je pravděpodobně hranatý tyčovitý předmět, trám. Postupnou sémantickou specializací došlo pravděpodobně k vymezení významu slova brdo, kdy neoznačovalo nedílnou součást tkacího stroje, ale nástroj ve tvaru ploché tyče s rukojetí a špičkou (jakýsi mečík), který sloužil k přibíjení útku k osnově. Nejdříve byl hladký a později býval opatřen na jedné straně zuby, stal se z něho „tkalcovský hřeben“, který kromě původního přibíjení („utahování“ vazby) také zuby zabezpečoval správný rozestup osnovních nití. Následně, s postupem mechanizace tkaní, byl název přenesen i na součást stroje, která plnila stejnou funkci. V tomto významu se slovo dochovalo ve většině slovanských jazyků, v češtině zhruba do konce 19. století.  Po té došlo k významovému posunu „tkací hřeben“ začal být ve tkacích strojích označován jako paprsek a brdo začalo označovat to, čemu se do té doby říkalo nitělnice (dochováno v dialektu na Bruntálsku). Při ručním tkaní zejména stuh se dřívější brdo označuje jako karetka.
V 21. století není brdo jako souhrnné označení pro soustavu nitěnek v cizích jazycích známé.

### Přenesení významu
- Pochopení tohoto významového posunu je nutné pro porozumění jiných významů slova brdo, které nemají přímou souvislost s dnešním obsahem pojmu brdo. Ve fázi, kdy slovo označovalo „tkalcovský hřeben“ (německy Webkamm), byl jeho význam přenesen také na označení horského nebo kopcovitého pásma, ze kterého při pohledu z boku vystupují jednotlivé vrcholy. Proces byl zřejmě obdobný jako u slova hřeben. Tak vznikla místní jména v českých zemích i u některých jižních Slovanů (Brdo, Brdy, Brda, …). Pravděpodobně mnohem mladší je analogicky vytvořený anatomický termín brdečky ve smyslu husí kůže nebo obecně hrbolek na pokožce nebo sliznici[3].
- Úsloví „na jedno brdo“ má pocházet z doby, kdy brdo znamenalo tkalcovský hřeben (dnešní  paprsek), který vykonává při tkaní stále stejný kývavý pohyb – na jedno brdo.[7]